# Koi pekcsei király
Koi (Goi) (? – 286) az ókori Pekcse (Baekje) állam nyolcadik királya volt.

## Élete
Kuszu (Gusu) király halála után kiskorú fia, Szaban (Saban) lett az uralkodó, akit Koi (Goi) megfosztott trónjától. A Szamguk szagi (Samguk sagi) szerint Koi (Goi) Szaban (Saban) nagybátyja, Cshogo (Chogo) fivére volt, ez azonban az időtávokat figyelembe véve fizikailag lehetetlen, valószínű, hogy a feljegyzéseket azért módosították, hogy a trónfosztó királyi felmenőkkel „rendelkezhessen”. 
Koi (Goi) hosszú, 52 éves uralkodása alatt változások álltak be a kínai Lölang (Lelang) és Tajfang (Daifang) körzetekkel való kapcsolatban. A pekcsei (baekjei) király serege megölte Tajfang (Daifang) kormányzóját, később pedig a tajfang (daifangi)i hercegnő, Pao-kuo (寶菓, Bao-guo) (koreaiul: Pogva (Bogwa), 보과) lett Koi (Goi) trónörökös fiának felesége, ami arra utalhat, hogy ekkor már Pekcse (Baekje) effektíve uralta a körzetet. Pekcse (Baekje) növekvő befolyására és hatalmára utal, hogy a malgalok tíz lovat küldtek a királynak ajándékba, békés szándékuk jeleként, és az ország Sillával is barátságosabb viszonyt folytatott.
260-ban adminisztratív reformot hajtott végre, hat miniszteri pozícióval és 16 további kormánypozícióval, a centralizálás szellemében. A különböző pozíciójú hivatalnokok szín szerint is különböző ruhát viseltek. Szigorú korrupcióellenes törvényt is hozott, a hivatalnokoknak a kenőpénzek háromszorosát kellett visszafizetni és életfogytiglani börtönre ítélték őket, ha megszegték ezt a törvényt. Az államkincstár feltehetően tehetős volt, amikor szárazság sújtotta az országot, a nép állami segítséget kapott és egy évre felfüggesztették az adózást is. Katonai védekezési szempontból megerősítették a királyi palotát.